# Hawk Koch
Hawk Koch (właśc. Howard Winchel Koch Jr, ur. 14 grudnia 1945) – amerykański producent filmowy. Był także przewodniczącym Amerykańskiej Akademii Sztuki i Wiedzy Filmowej w latach 2012-2013.